# Dário Cardoso
Dário Délio Cardoso, mais conhecido como Dário Cardoso (Corumbá de Goiás, 10 de agosto de 1899 — Brasília, 6 de dezembro de 1987), foi um jurista, magistrado, jornalista, professor e político brasileiro, que foi senador pelo Estado de Goiás.

## Biografia

### Primeiros anos
Bacharelou-se pela Faculdade de Direito de Belo Horizonte em 1927. Ao regressar a seu estado natal, foi nomeado procurador da República, seção Goiás. Ali, dedicou-se também ao magistério e à advocacia. Em 1934, foi nomeado desembargador da Corte de Apelação do estado, hoje Tribunal de Justiça, cargo que exerceu até 1945, tendo presidido a corte entre 1938 e 1945.

### Carreira política
Iniciou a vida política no primeiro governo constitucional de Getúlio Vargas, quando integrou a ala dita "esquerdista" do Partido Social Republicano (PSR).
Com o fim do Estado Novo, filiou-se ao PSD, elegendo-se senador em dezembro de 1945, para integrar a Assembleia Nacional Constituinte, cumprindo o mandato até fevereiro de 1955.
Em 1954, foi derrotado na tentativa de se reeleger ao Senado. Com a fundação de Brasília, foi nomeado o primeiro procurador-geral da justiça do Distrito Federal.
Em 1958, concorreu pelo PTB ao cargo de deputado federal, tendo ficado como suplente, vindo a ocupar temporariamente o cargo em 1961. Em 1962, tentou novamente uma vaga à Câmara dos Deputados, desta vez pelo PSD, mas não logrou êxito.
Foi um dos fundadores da Academia Goiana de Letras, tendo sido titular da cadeira seis.